# Полевой подвижный госпиталь
Полевой подвижный госпиталь (или Полевой подвижной госпиталь; ППГ) — лечебное учреждение (формирование, госпиталь) военного времени, предназначенное для оказания медицинской помощи в полевых условиях поражённым и больным и (в отличие от запасных полевых госпиталей) способное к самостоятельному перемещению вслед за войсками.

## История
В процессе развития военного дела появилось понимание что в военное время, военно-лечебные заведения то есть большие больницы военного ведомства (госпитали) должны находится в строевых войсках вооружённых сил (ВС) государства, так появился тип формирования — «Полевой подвижной госпиталь».
В Вооружённых силах Российской империи формирование именовалось по №№ в последовательном порядке, например 56-й подвижной полевой госпиталь. В отличие от запасных подвижные полевые госпитали имели по штатному расписанию собственный обоз, для своего передвижения и для транспортирования из них больных и раненых, и во время войны (военных (боевых) действий) следовали вместе с войсками. В каждом подвижном полевом госпитале полагалось 10 офицерских и 200 солдатских мест. 
Состоящие при гвардейских и армейских дивизиях полевые госпитали принимали для пользования больных и раненых до первой возможности их передачи в другие врачебные заведения государства. На театре войны госпиталь обозначался днём флагами национальными и Женевской конвенции, а ночью фонарями.
Полное действительное наименование данного медицинского формирования, в ВС Союза ССР, в соответствии с присвоенным ему войсковым № — Полевой подвижный госпиталь № 2212, а действительное сокращённое наименование, с номером войск (войсковым №) — 678 ППГ. 
Разновидностью ППГ является хирургический полевой подвижный госпиталь (ХППГ).

## Галерея
- Современный полевой мобильный госпиталь ВС России.
- Вход в госпиталь.
- Внутри полевого госпиталя.
- Операционная полевого госпиталя.